# Милерсбург (Охајо)
Милерсбург (енгл. Millersburg) град је у америчкој савезној држави Охајо.

## Демографија
По попису из 2010. године број становника је 3.025, што је 301 (-9,0%) становника мање него 2000. године.
| Група             | 2000.         | 2010.         |
| Белци             | 3.175 (95,5%) | 2.877 (95,1%) |
| Афроамериканци    | 49 (1,5%)     | 17 (0,6%)     |
| Азијати           | 3 (0,1%)      | 8 (0,3%)      |
| Хиспаноамериканци | 67 (2,0%)     | 78 (2,6%)     |
| Укупно            | 3.326         | 3.025         |